# Soledad Giménez Muñoz
Soledad Giménez (París, 27 de febrer de 1963) és una cantant, compositora i intèrpret espanyola. Ha desenvolupat la seva carrera professional principalment com a vocalista i compositora del grup Presuntos Implicados en el que va militar vint-i-tres anys fins a l'any 2006 i amb el qual grava deu discs, als quals aporta cançons com «Alma de Blues» o «Mi pequeño tesoro» i texts com el de la coneguda cançó «Como hemos cambiado», entre d'altres. Durant la seva dilatada carrera ha col·laborat amb artistes com Joan Manuel Serrat, Herbie Hancock, Milton Nascimento, Randy Crawford, Armando Manzanero, Pancho Céspedes, Ana Torroja, Miguel Ríos, Ana Belén, Revólver, Piratas, etc.

## Discografia amb «Presuntos Implicados»
| Any  | Nom del disc                               | Discogràfica | Comentaris                                                                                   |
| ---- | ------------------------------------------ | ------------ | -------------------------------------------------------------------------------------------- |
| 1985 | Danzad, Danzad Malditos                    | RCA          | Descatalogat. Reeditat el 1993                                                               |
| 1987 | De Sol a Sol                               | Intermitente | Reeditat per WEA el 1990                                                                     |
| 1989 | Alma de Blues                              | WEA          |                                                                                              |
| 1991 | Ser de Agua                                | WEA          |                                                                                              |
| 1994 | El Pan y la Sal                            | WEA          |                                                                                              |
| 1995 | La Noche                                   | WEA          | Doble CD en directe. Llançat en també en format VHS. Descatalogat i editat en un CD Resumen. |
| 1997 | Siete                                      | WEA          |                                                                                              |
| 1999 | Versión Original                           | WEA          |                                                                                              |
| 2001 | Gente                                      | WEA          |                                                                                              |
| 2003 | Grandes Éxitos. Selección Natural          | WEA          | Doble CD recopilatori més DVD.                                                               |
| 2003 | Selección Inédita                          | WEA          |                                                                                              |
| 2005 | Postales                                   | WEA          | Editat en dues versions: la normal amb 12 cançons, l'especial amb 14.                        |
| 2006 | Todas las Flores - La Colección Definitiva | WEA          | CD recopilatori + DVD                                                                        |

## Discografia de Sole Giménez en solitari
| Any  | Nom del disc   | Discogràfica | Comentaris                                           |
| ---- | -------------- | ------------ | ---------------------------------------------------- |
| 2004 | Ojalá          | WEA          | Compost de 11 versions.                              |
| 2008 | La Felicidad   | WEA          | Compost de 13 temes de Sole Giménez i altres autors. |
| 2009 | Dos Gardenias  | WEA          | Compost de 13 versions en clau Jazz llatí            |
| 2010 | Pequeñas cosas | WEA          | Compost de 11 clàssics de la música pop espanyola    |